# Симонопетренска пристанищна кула
Симонопетренската пристанищна кула (на гръцки: Πύργος Αρσανά Σιμωνόπετρας) е отбранително съоръжение, разположено на полуостров Света гора, Халкидики, Гърция.

## Местоположение
Кулата е част от Симонопетренското пристанище (арсана), разположено южно под манастира Симонопетра на Сингитския залив.

## История
Сградите на арсаната са построени в различни строителни фази, като четириетажната кула принадлежи към най-старата фаза - според надписа над входа ѝ тя е преустроена през 1567 година, спонсорирана от служител на влашия княжески двор. Кулата е една от най-добре запазените кули от XVI век на Атон, без да е претърпяла радикални по-нови преустройства.
В 2006 година са извършени реставрационни работи на кулата. Интервенциите са извършени по начин, който не променя неговия характер и автентичност.

## Описание
Размерите на кулата в основата са 7 m x 7 m. Височината ѝ е 16 m. Дебелината на стената е 2 m на първи етаж и 1 m на последния.
Кулата се състои от четири нива, на всяко от които има само едно пространство. Свободна е и от четирите си страни. Има квадратен план с леко стеснение нагоре и е покрита с квадратен покрив, който е бил дървен. В центъра на най-ниското ниво има 4 кръстосани свода, които го покриват. Двата горни етажа са с разбит кръстов план и са покрити с ниски тухлени сводове. Последният етаж е предназначен за жилище, тъй като има голяма камина, балкон с южно изложение и параклис, посветен на Свети Николай.
Входът на сградата е от второто ниво с тясна и ниска врата, която е защитена от дебела дървена врата, покрита с метални ламарини и дървена решетка, която е вкарана в стената.
Комуникацията на ниво I с ниво II се осъществява чрез капандура (главан), която се намира непосредствено зад вратата и се затваря с дървен дъсчен капак. Стълбището за слизане е ограничено до дебелината на стената и е почти рудиментарно, с неравномерна височина и много тесни стъпала.
Достъпът до нива III и IV е по каменна стълба, която е разположена по северозападната страна на кулата.
Външните стени на кулата са изградени от варовикова зидария, чиято дебелина постоянно намалява външно отдолу нагоре.
Отворите на кулата са под формата на бойници и се разширяват отдолу нагоре. Нормални прозорци има само на ниво IV. В ниво III две от бойниците са разширени, за да станат малки прозорци.